# Baeomorpha dubitata
Baeomorpha dubitata är en stekelart som beskrevs av Charles Thomas Brues 1937. Baeomorpha dubitata ingår i släktet Baeomorpha och familjen raggsteklar. Inga underarter finns listade.